# John Delves
Sir John Delves of Doddington Castle († 4. Mai 1471) war ein englischer Ritter.

## Leben
Sir John Delves war ein Sohn von Sir John Delves und Phillipa Hartcourt.
Während der Rosenkriege stand Sir John treu zum Haus Lancaster und kämpfte für Heinrich VI. und Margarete von Anjou bei der Schlacht von Blore Heath, bei der Zweiten Schlacht von St Albans, bei Towton und Tewkesbury.
Nach der Schlacht von Blore Heath wurde Sir John von Margarete von Anjou 1460 beauftragt die Gefangenen der Schlacht, darunter Thomas Harrington, John Neville, 1. Marquess of Montagu und Thomas Neville, zwei Söhne des Richard Neville, 5. Earl of Salisbury, in Chester Castle zu bewachen.
Als Richard Neville, 16. Earl of Warwick im Herbst 1470 Heinrich VI. wieder aus den Thron brachte, war Sir John Delves einer seiner tatkräftigsten Unterstützer.
Sir John erhielt während dieser kurzen zweiten Regierungszeit Heinrich VI. zwischen 30. Oktober 1470 und 10. April 1471 einige wichtige Ämter. So wurde er Sheriff von Staffordshire, Joint Warden of the Mint, Controller of the Customs und Treasurer of the Kings Household.
Sir John fiel am 4. Mai 1471 in Tewkesbury und wurde in der St Chad’s Church in Wybunbury, Cheshire, bestattet.

## Ehe und Nachkommen
Sir John Delves war mit Ellen Egerton verheiratet.
Sie hatten folgende Kinder:
- John (Sir) – kämpfte mit seinem Vater bei Tewkesbury und gehörte zu denen, die nach der Schlacht enthauptet wurden.
- Margaret ⚭ Thomas Boteler (Butler)
- Elizabeth ⚭  John Aston

wahrscheinlich hatte das Paar noch weitere Kinder.